# Palma Gorda
Palma Gorda är en ort i Mexiko.   Den ligger i kommunen San Diego de la Unión och delstaten Guanajuato, i den centrala delen av landet, 270 km nordväst om huvudstaden Mexico City. Palma Gorda ligger 2 007 meter över havet och antalet invånare är 139.
Terrängen runt Palma Gorda är huvudsakligen platt, men västerut är den kuperad. Runt Palma Gorda är det ganska tätbefolkat, med 52 invånare per kvadratkilometer. Närmaste större samhälle är Catalán del Refugio, 2,5 km väster om Palma Gorda. Trakten runt Palma Gorda består till största delen av jordbruksmark.